# تونغشو (مقاطعة)
 مقاطعة تونغشو هي مقاطعة في مقاطعة  خنان, الصينية. وهي تقع تحت إدارة مدينة كايفنغ .